# Neuseeländische Frauen-Cricket-Nationalmannschaft gegen Pakistan in der Saison 2017/18
Die Tour der neuseeländischen Cricket-Nationalmannschaft nach Pakistan in der Saison 2017/18 fand vom 31. Oktober bis zum 14. November 2017 statt. Die internationale Cricket-Tour war Bestandteil der Internationalen Cricket-Saison 2017/18 und umfasste drei WODIs und vier WTwenty20s. Neuseeland gewann die WODI-Serie 2–1 und die WTwenty20-Serie 4–0.

## Vorgeschichte
Für beide Mannschaften war es die erste Tour der Saison. Das letzte Aufeinandertreffen der beiden Mannschaften bei einer Tour fand in der Saison 2016/17 in Neuseeland statt.

## Stadion
Das folgende Stadion wurde für die Tour als Austragungsort vorgesehen.
| Stadion                             | Stadt   | Kapazität | Spiele                          |
| ----------------------------------- | ------- | --------- | ------------------------------- |
| Sharjah Cricket Association Stadium | Sharjah | 27.000    | 1. – 3. WODI; 1. – 4. WTwenty20 |

## Kaderlisten
Neuseeland benannte seine Kader am 3. Oktober 2017. Pakistan benannte seinen WODI-Kader am 10. Oktober 2017.
| WODI | WODI | WTwenty20 | WTwenty20 |
| Pakistan | Neuseeland | Pakistan | Neuseeland |
| --- | --- | --- | --- |
| - Bismah Maroof (K) - Sidra Ameen - Aiman Anwer - Diana Baig - Iram Javed - Javeria Khan - Nahida Khan - Sana Mir - Sidra Nawaz (wk) - Natalia Pervaiz - Aliya Riaz - Nashra Sandhu - Sadia Yousuf - Ayesha Zafar | - Suzie Bates (K) - Samantha Curtis - Sophie Devine - Maddy Green - Holly Huddleston - Leigh Kasperek - Amelia Kerr - Katey Martin (wk) - Thamsyn Newton - Katie Perkins - Anna Peterson - Hannah Rowe - Amy Satterthwaite - Lea Tahuhu | - Bismah Maroof (K) - Sidra Ameen - Aiman Anwer - Diana Baig - Iram Javed - Javeria Khan - Nahida Khan - Sana Mir - Sidra Nawaz (wk) - Natalia Pervaiz - Aliya Riaz - Nashra Sandhu - Sadia Yousuf - Ayesha Zafar | - Suzie Bates (K) - Samantha Curtis - Sophie Devine - Maddy Green - Holly Huddleston - Leigh Kasperek - Amelia Kerr - Katey Martin (wk) - Thamsyn Newton - Katie Perkins - Anna Peterson - Hannah Rowe - Amy Satterthwaite - Lea Tahuhu |

## Women’s One-Day Internationals

### Erstes WODI in Sharjah
| 31. Oktober Scorecard | Sharjah | Neuseeland 240-9 (50)         | – | Pakistan 232 (48.3) |
|                       |         | Neuseeland gewinnt mit 8 Runs |   |                     |

Neuseeland gewann den Münzwurf und entschied sich als Schlagmannschaft zu beginnen. Als Spielerin des Spiels wurde Sophie Devine ausgezeichnet.

### Zweites WODI in Sharjah
| 2. November Scorecard | Sharjah | Pakistan 147 (49.1)              | – | Neuseeland 148-3 (24) |
|                       |         | Neuseeland gewinnt mit 7 Wickets |   |                       |

Pakistan gewann den Münzwurf und entschied sich als Schlagmannschaft zu beginnen. Als Spielerin des Spiels wurde Sophie Devine ausgezeichnet.

### Drittes WODI in Sharjah
| 5. November Scorecard | Sharjah | Neuseeland 155 (43.4)          | – | Pakistan 156-5 (48.5) |
|                       |         | Pakistan gewinnt mit 5 Wickets |   |                       |

Neuseeland gewann den Münzwurf und entschied sich als Schlagmannschaft zu beginnen. Als Spielerin des Spiels wurde Sana Mir ausgezeichnet.

## Women’s Twenty20 Internationals

### Erstes WTwenty20 in Sharjah
| 8. November Scorecard | Sharjah | Neuseeland 147-8 (20)          | – | Pakistan 132-7 (20) |
|                       |         | Neuseeland gewinnt mit 16 Runs |   |                     |

Pakistan gewann den Münzwurf und entschied sich als Feldmannschaft zu beginnen. Als Spielerin des Spiels wurde Katey Martin ausgezeichnet.

### Zweites WTwenty20 in Sharjah
| 9. November Scorecard | Sharjah | Neuseeland 150-8 (20)          | – | Pakistan 117-7 (20) |
|                       |         | Neuseeland gewinnt mit 39 Runs |   |                     |

Neuseeland gewann den Münzwurf und entschied sich als Schlagmannschaft zu beginnen. Als Spielerin des Spiels wurde Sophie Devine ausgezeichnet.

### Drittes WTwenty20 in Sharjah
| 12. November Scorecard | Sharjah | Neuseeland 126-4 (20)          | – | Pakistan 84 (19) |
|                        |         | Neuseeland gewinnt mit 42 Runs |   |                  |

Neuseeland gewann den Münzwurf und entschied sich als Schlagmannschaft zu beginnen. Als Spielerin des Spiels wurde Suzie Bates ausgezeichnet.

### Viertes WTwenty20 in Sharjah
| 14. November Scorecard | Sharjah | Pakistan 89-8 (20)               | – | Neuseeland 93-3 (11) |
|                        |         | Neuseeland gewinnt mit 7 Wickets |   |                      |

Pakistan gewann den Münzwurf und entschied sich als Schlagmannschaft zu beginnen. Als Spielerin des Spiels wurde Sophie Devine ausgezeichnet.

## Auszeichnungen

### Player of the Series
Als Player of the Series wurden der folgende Spieler ausgezeichnet.
| Serie | Player of the Series |
| ----- | -------------------- |
| WODI  | –                    |
| WT20  | Sophie Devine        |

### Player of the Match
Als Player of the Match wurden die folgenden Spielerinnen ausgezeichnet.
| Spiel   | Player of the Match |
| ------- | ------------------- |
| 1. WODI | Sophie Devine       |
| 2. WODI | Sophie Devine       |
| 3. WODI | Sana Mir            |
| 1. WT20 | Katey Martin        |
| 2. WT20 | Sophie Devine       |
| 3. WT20 | Suzie Bates         |
| 4. WT20 | Sophie Devine       |